# Migrations- und Asylpolitik Australiens

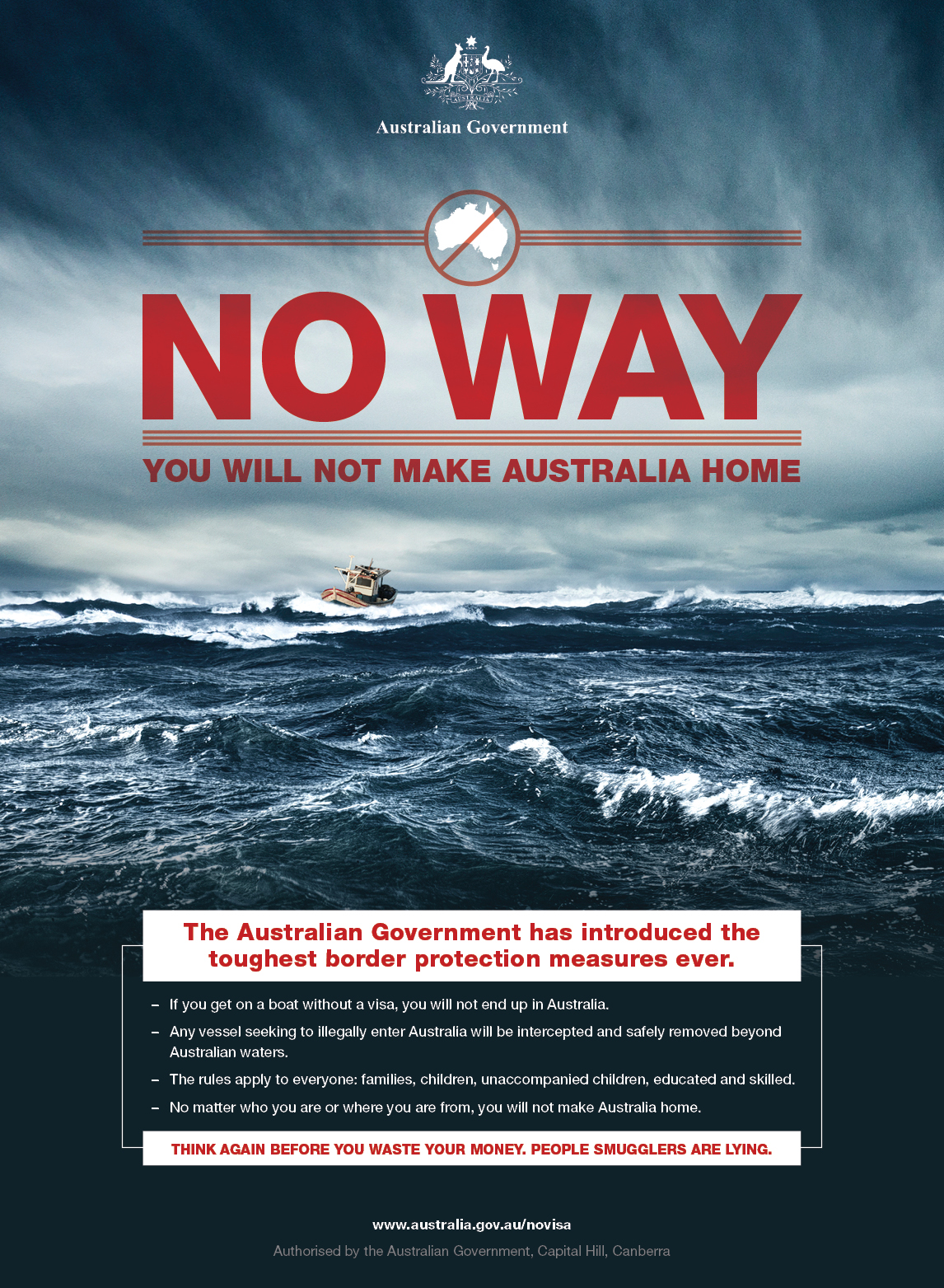
Plakatkampagne der australischen Regierung

Die Migrations- und Asylpolitik in Australien hat eine lange Tradition. Diese Politik hat historische Wurzeln in der White Australia Policy, die erstmals im Jahr 1901 Eingang in ein Gesetz fand, das der damals neugegründete Commonwealth of Australia verabschiedete. Der „Immigration Restriction Act 1901“ war der Ausgangspunkt für die Politik Australiens, die sich gegen die Einwanderung von Nichteuropäern richtet. Die Gesetzespraxis wurde zwar nach dem Zweiten Weltkrieg gelockert, doch durch den vermehrten Andrang von „Boatpeople“ seit den 1970er Jahren wurde diese Lockerung im Jahr 1992 aufgehoben und eine Einwanderungshaft eingeführt. Diese Politik führte auch dazu, dass bis heute sogenannte Boatpeople auf See aufgebracht und in Drittländer transportiert oder dort interniert werden können.
Die Migrationszone Australien in der heutigen Form, mit Militäreinsatz zur Überwachung, entstand im September 2001 in der Folge der Tampa-Affäre unter der liberalkonservativen Regierung von Premierminister John Howard. Howard wollte ein Anlanden von Passagieren der MS Tampa, ein norwegisches Frachtschiff, auf dem australischen Festland verhindern. Diese Migrationszone erstreckt sich weit entfernt der australischen Küste von Queensland, Western Australia und dem Northern Territory und sie reicht auch weit in internationale Gewässer hinein. Innerhalb dieser Zone befinden sich etwa 4000 Inseln, darunter die Weihnachtsinsel, Ashmore- und Cartierinseln und Cocos Islands wie auch technische Anlagen auf See wie beispielsweise australische Ölbohrinseln. Seit 2016 umfasst die Migrationszone auch Norfolk Island, ein Australisches Außengebiet.
Seit der nationalliberalen Regierung von Tony Abbott, die 2013 an die Macht kam, wurde der Slogan stop the boats zum Programm einer Operation Sovereign Borders (deutsch: Maßnahme: souveräne Grenzen) erklärt, eine Null-Toleranz-Politik gegenüber Boatpeople. Asylsuchende, die kein Einreisevisum vorweisen können, wurden im April 2017 aufgrund der geltenden Rechtslage in Einwanderungshaft genommen und in Internierungslagern im Ausland untergebracht. Sein Nachfolger Malcolm Turnbull hielt an dieser Politik gegen die Boatpeople fest wie auch die derzeit amtierende konservative Regierung unter Scott Morrison (Stand Dezember 2019).
Australien nimmt durchaus Asylsuchende auf, beispielsweise im Finanzjahr 2015 und 2016 8460 Flüchtlinge aus Syrien und dem Irak. Australien erteilte auch von Mitte 2013 bis Mitte 2014 13.800 Flüchtlingen und ebenso zwischen 2012 und 2013 20.000 ein Visum. Doch gegen die Boatpeople geht die Regierung weiterhin strikt vor, denn sie kann davon ausgehen, dass die Bevölkerung die Boatpeople mehrheitlich negativ betrachtet, wie dies in einem Artikel auch am 1. Januar 2017 im Sydney Morning Herald festgehalten wird: Die Einwanderungshaft und die Deportation der Boatpeople in andere Länder sei derzeit in Australien wenig umstritten.

## Vorgeschichte

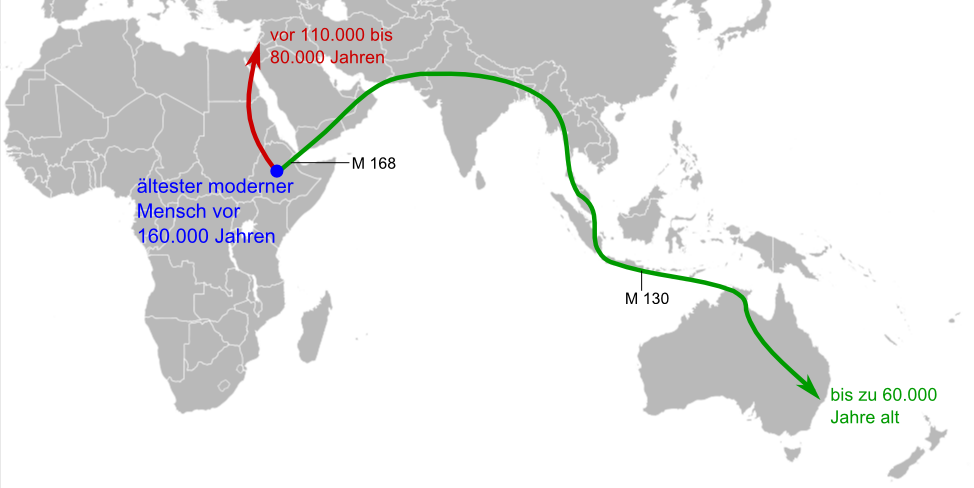
Die erste Ausbreitung des Menschen bis Australien

Die erste Migration des australischen Kontinents fand vor etwa 50.000 Jahren statt, als eine kleine Gruppe von Homo sapiens auf dem menschenleeren Kontinent ankam und ihre eigene Lebensweise als Jäger und Sammler und ihre eigene Kultur gründeten. Es gibt ferner auch die These, dass vor 4000 Jahren eine weitere und größere Zuwanderung in Australien stattfand, was u. a. auch aus dem Vorhandensein der Dingos abgeleitet wird.
Als die Briten Australien nach der Landung der First Fleet am 26. Januar 1788 in Port Jackson kolonisierten, ermordeten oder vertrieben sie anschließend im Verlauf der Kolonisierung einen großen Teil der indigenen Bevölkerung. Die Briten deportierten von 1788 bis 1868 mehr als 160.000 Sträflinge nach Australien und 1793 bis 1850 ließen sich 200.000 freie Siedler in den britischen Kolonien Australiens nieder.

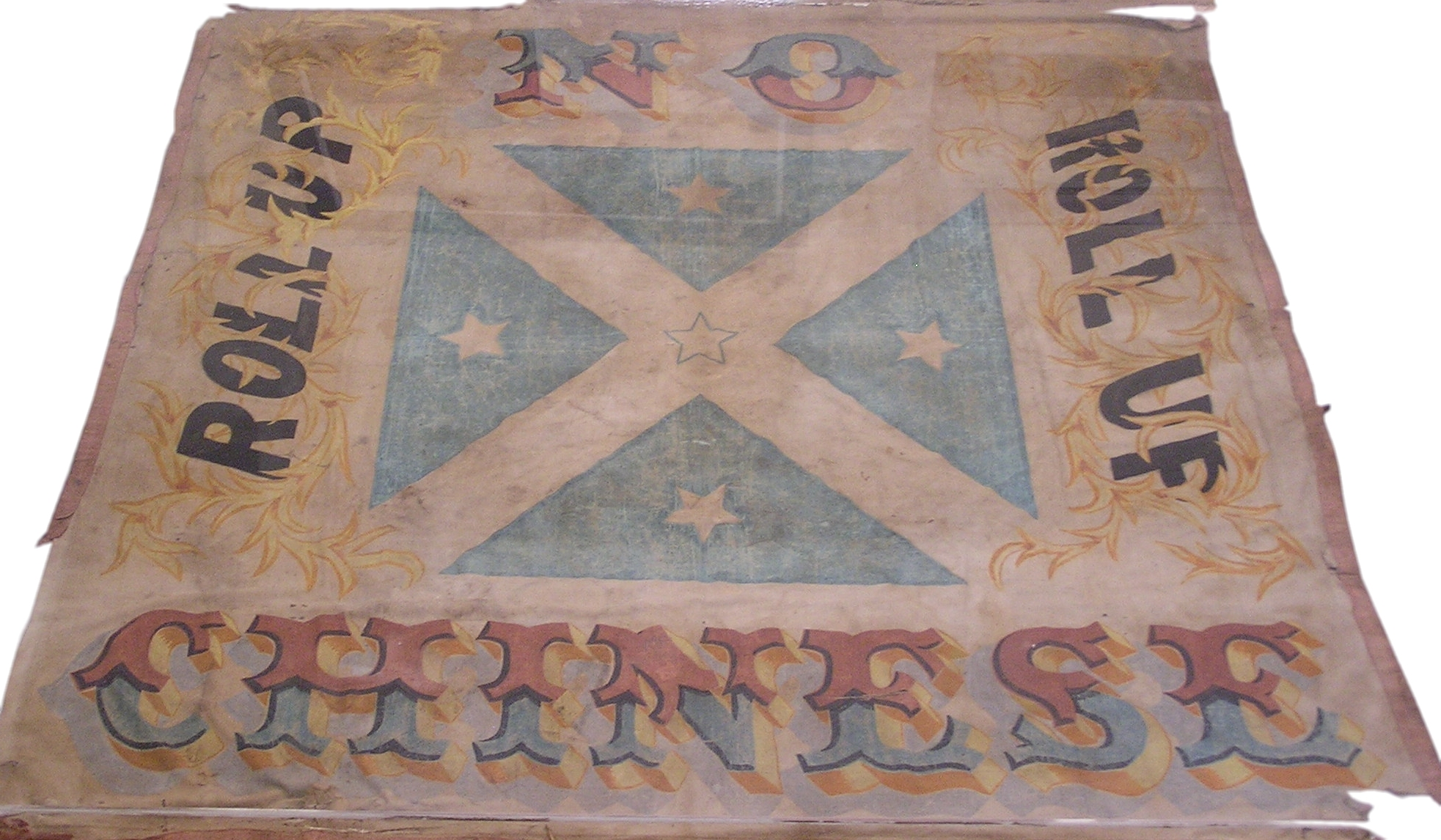
Das Banner „ROLL UP – ROLL UP – NO CHINESE“ (Verschwindet Chinesen!) gilt als das erste rassistische Symbol Australiens. Es wurde in den Lambing Flat Riots getragen.

In der Zeit des Goldrauschs in Australien von 1851 bis 1860 wanderten etwa 600.000 Personen ein, darunter 81 Prozent Briten, 10 Prozent Europäer und 7 Prozent Chinesen. Mit der damaligen massenhaften Einwanderung stieg die Bevölkerungszahl innerhalb eines Jahrzehnts auf 1,2 Millionen an und veränderte die damalige Sträflingskolonie Australien in eine zivile Gesellschaft.
Zwischen den europäischen und chinesischen Goldsuchern gab es mehrere Konflikte und gewaltsame Auseinandersetzungen auf den Goldfeldern, wie beispielsweise am 4. Juli 1857 im Buckland Riot in Victoria und am 14. Juni 1861 im Lambing Flat Riot in New South Wales. Die Ursache dieser Konflikte werden in den unterschiedlichen Lebens- und Arbeitsweisen wie auch im Wettbewerb um die besten Goldclaims gesehen. Als Reaktion auf diese Unruhen wurden Jahr 1857 in Victoria und 1861 in New South Wales Beschränkungen über die Einwanderung von Chinesen hinsichtlich ihrer Aufenthaltsdauer, Familien und Arbeitsaufnahme erlassen. In der Zeit des australischen Goldrauschs arbeiteten etwa 40.000 Chinesen auf den Goldfeldern. Diejenigen, die nach dem Ende des Goldrauschs in Australien blieben, betrieben vor allem Restaurants und Wäschereien. Um 1861 betrug der Anteil der Chinesen an der Bevölkerung Australiens 3,3 Prozent.
Ferner arbeiteten und migrierten zahlreiche, sogenannte „afghanische Kamelführer“, die jedoch auch aus unterschiedlichen Ländern stammten. Diese Menschen leisteten einen großen Beitrag bei der Erkundung Australiens. Zahlreiche Asiaten und Insulaner, die in der frühen australischen Perlenindustrie arbeiteten, ließen sich ebenfalls nieder. Aufgrund anderer Lebensweisen und Kulturen wurden sie von den europäischstämmigen Bewohnern in separate Stadtteile und Siedlungen verdrängt. Ferner gab es auch einen kleinen Anteil von Maoris, die den 1830er Jahren in der sich rasch entwickelten Holzwirtschaft in der Nähe von Sydney arbeiteten.

Insulaner werden am Heimatstrand rekrutiert (Darstellung um 1892)

Zum Betreiben der arbeitsintensiven Zucker- und Baumwollplantagen im frühen Queensland wurden von 1863 bis 1903 etwa 60.000 melanesische Insulaner als sogenannte Blackbirded-Arbeiter auf Schiffen nach Queensland transportiert, wo sie drei Jahre dort arbeiten mussten. Im Gründungsjahr des Commonwealth of Australia trat der Pacific Island Labourers Act vom 23. Dezember 1901 in Kraft. Dieses Gesetz brachte mit sich, dass die Administration von 1904 bis zum 31. Dezember 1906 etwa 7500 Insulaner in ihre Heimat repatriierte. Lediglich etwa 1600 von ihnen konnten in Queensland bleiben. Führende Politiker von Queensland und New South Wales betonten seinerzeit, dass es für Asiaten und Farbige in Australien keine Zukunft geben würde.

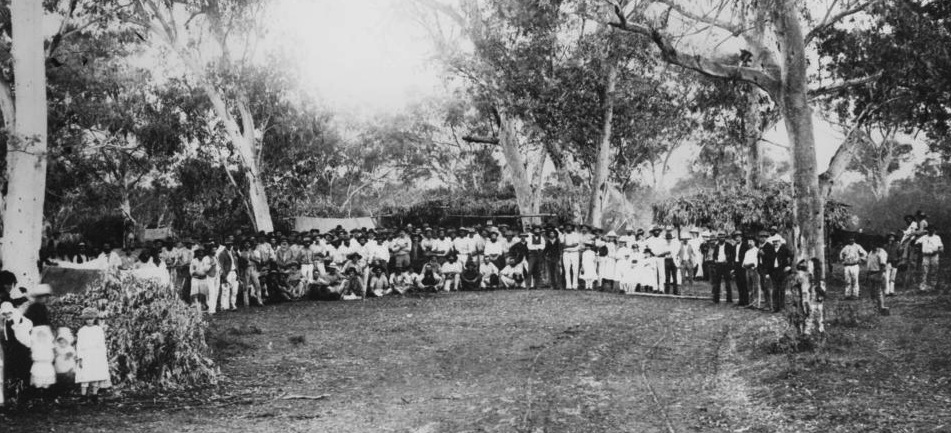
Lager der streikenden Schafscherer in Hughenden, Zentral-Queensland, 1891

Im Jahr 1889 war die Bevölkerung Australiens auf etwa drei Millionen Personen angestiegen. Zu Beginn der 1890er Jahre entstand eine Wirtschaftskrise in Australien. In der Folge übten Unternehmer Druck auf die Löhne aus und die europäischen Arbeiter wehrten sich. Es kam zu Streiks, bei denen die Arbeit niedergelegt wurde, während chinesische und nichtaustralische Arbeiter zu niedrigen Löhnen weiter arbeiteten oder als Streikbrecher eingesetzt wurden. Dies führte auch dazu, dass die frühe australische Arbeiterbewegung einer Zuwanderung abgeneigt gegenüberstand und aufgrund der wirtschaftlich schlechten Verhältnisse kam auch die Einwanderung zum Erliegen.

## Ab 1901: „Immigration Restriction Act“
Im Jahr 1901 beendete der neu konstituierte Commonwealth of Australia die Migration von nicht aus Europa stammende Personen, als sie den „Immigration Restriction Act of Australia 1901“ erließ. Dieses Gesetz wird häufig als die Geburtsstunde der Politik des weißen Australiens bezeichnet. Dieses Gesetz und das Gesetz Pacific Island Labourers Act 1901 waren mit die ersten Gesetze des neuen australischen Bundesstaats. Sie trugen einen rassistischen Charakter. In der Folge des Immigration Restriction Act wurden Kenntnistests in einer beliebigen europäischen Sprache, und nicht nur in Englisch, zum Kriterium einer Einwanderung. Berühmt wurde der Schreibtest, der dem einwanderungswilligen, tschechischen Kommunisten und Journalisten Egon Kisch in den 1930er Jahren abgefordert wurde. Kisch beherrschte mehrere Sprachen und Englisch fließend. Nachdem er bereits mehrere Tests in unterschiedlichen Sprachen bestanden hatte, wurde er aufgefordert, das Vaterunser in schottisch-gälischer Sprache niederzuschreiben. Dies war ihm verständlicherweise nicht möglich. Dieser Fall kam vor das höchste Gericht in Australien, das lediglich in diesem speziellen Fall den schottisch-gälischen Sprachtest für „zu obskur“ erklärte.
War nur ein Wort in dem 50 Wörter umfassenden Test falsch geschrieben, bedeutete dies die Ablehnung des Einwanderungsantrags. Im Jahr 1909 fanden beispielsweise 1359 derartige Tests statt, wobei lediglich 52 Personen bestanden. Daraufhin wurde dieser Test in einen Diktattest abgeändert und damit weiter erschwert. Nun bestand nach 1909 keiner mehr diesen Test.
In den Jahren von 1905 bis 1914 wanderten etwa 390.000 Menschen in Australien ein. Es waren vor allem Briten (Iren, Engländer und Schotten) und Neuseeländer. Zu Beginn des Ersten Weltkriegs war die Bevölkerung Australiens auf etwa fünf Millionen angewachsen.
Während des Ersten Weltkriegs betrachtete man in Australien als einem Teil des British Empire deutschstämmige Personen als Kriegsgegner, obwohl Deutschstämmige teilweise seit Generationen in Australien lebten. Am Ende des Weltkriegs waren 700 Deutsch-Australier bereits nach Deutschland ausgewiesen worden und die Repatriierung weiterer 4000 sollte erfolgen. Nach dem Weltkrieg war die Einwanderung von Personen aus Griechenland und Malta bis 1920 unerwünscht, sofern sie an Kriegshandlungen gegen das Empire beteiligt waren. Deutsche, Österreicher, Ungarn und Bulgaren konnten bis 1920 nicht einwandern, und Türken nicht bis ins Jahr 1930.
In den 1920er Jahren wanderten etwa 340.000 ausschließlich europäische Personen ein, darunter etwa 220.000 Briten wie auch zahlreiche Griechen, Italiener und Jugoslawen (darunter 80 Prozent Kroaten). Mit dem Beginn der Großen Depression ab 1929, die eine Arbeitslosigkeit von bis zu 32 Prozent in Australien nach sich zog, wurden die Einwanderungszahlen in den 1930er Jahren erheblich minimiert.
Auf der Konferenz von Évian, auf der im Jahr 1938 32 Nationen vertreten waren, wurde von Australien erwartet, dass es jährlich 30.000 verfolgte Juden aus dem Dritten Reich und aus Österreich aufnehmen sollte. Australien verpflichtete sich, über drei Jahre verteilt 15.000 aufzunehmen. Der Verhandlungsführer der Australier, Oberstleutnant und Minister Sir Thomas Walter White (1888–1957), äußerte seine Meinung über verschiedene der Delegationen aus 32 Ländern wie folgt: „As we have no real racial problem, we are not desirous of importing one.“ (Deutsch: „Da wir kein wirkliches Rassenproblem [in Australien] haben, sind wir auch nicht bestrebt, eines zu importieren.“) Bis zum Beginn des Zweiten Weltkriegs im Jahr 1939 kamen 5000 jüdische Asylsuchende in Australien an.
Australien gewährte während des Zweiten Weltkriegs zwar Personen Asyl, die vor der japanischen Besetzung von China, Südost-Asien und der pazifischen Inseln durch die Kaiserlich Japanische Armee geflohen waren. Man gewährte auch antijapanischen Geschäftsleuten und nichteuropäischen Personen auf Schiffen, die in australischen Häfen gestrandet waren, ein zeitlich befristetes Asyl. Die australische Regierung ging allerdings davon aus, dass dieser Personenkreis nach dem Ende des Weltkriegs das Land zu verlassen habe.
Die australische Migrationspolitik war seinerzeit von der weltweit vorherrschenden Auffassung unter der weißen Bevölkerung geprägt, dass die Nichtweißen „niedere Rassen“ seien, Menschen ohne Moral und intellektuell unterentwickelt.
Auch nach dem Ende des Ersten Weltkriegs und im Zweiten Weltkrieg wurde diese rassistische Migrationspolitik eine Zeit lang fortgesetzt.

## Nach 1945

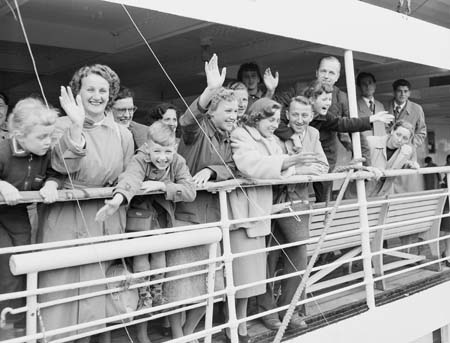
Einwanderer aus den Niederlanden (1954)

Erst nach dem Ende des Zweiten Weltkriegs wandelte sich die Migrationspolitik unter dem Eindruck von Erfahrungen vieler australischer Soldaten, die mit Menschen anderer Nationalität gemeinsam gekämpft hatten. Auch Asiaten waren als verbündete Soldaten nach Australien gekommen und hatten gegen Japan gekämpft. Vorurteile wurden so abgebaut.
Eine entscheidende Rolle für eine veränderte Einwanderungspolitik in der Nachkriegszeit spielte Arthur Calwell, der erste Einwanderungsminister Australien in der Labor-Regierung von Premierminister Ben Chifley, die im Juli 1945 an die Macht kam. Calwell war als Politiker in Australien überaus anerkannt, er überwand in der Labor Party und in den australischen Gewerkschaften die historisch aufgebauten Widerstände gegen eine Einwanderung. Er verfolgte allerdings eine begrenzte liberale Einwanderungspolitik, die strikt gegen die Einwanderung von Nichteuropäern ausgerichtet war. Calwell verfolgte in der Migration die Politik des „weißen Australiens“. Er bereiste zahlreiche europäische Länder und warb dort erfolgreich für die Einwanderung nach Australien.
Um die zehntausenden von Einwanderern nach ihrer Ankunft von 1947 bis in die Mitte der 1980er Jahre unterzubringen, wurden sie in Works camps und Migrant Hostels untergebracht, die auch in Australien Migrant camps, Reception centres und Holding centres genannt wurden. Sie dienten vor allem einer Erstunterbringung und es gab davon in South Australia allein 12 Migrant Hostels, weitere in Victoria, New South Wales und Western Australia.
Zudem wurde den Australiern in der Nachkriegszeit bewusst, dass ihr vorhandenes Arbeitskräftepotenzial für die weitere wirtschaftliche Entwicklung und militärische Verteidigung ihres Landes zu gering war. Es entspann sich eine Diskussion, die mit den Schlagworten „Populate or perish“ (deutsch: „Bevölkern oder untergehen“) geführt wurde. Zunächst prägten vor allem die aus Europa stammenden Displaced Persons die Einwanderung. Als Australien im Jahr 1949 mit dem Bau des Großprojekts Snowy-Mountains-System begann, entstanden etwa 100.000 Arbeitsplätze, die zu 70 Prozent von Arbeitern aus unterschiedlichen europäischen Ländern besetzt wurden. Ein Großteil dieser ausländischen Arbeiter ließ sich in Australien nieder und sie holten ihre Familien nach. Durch diese Einwanderung und die neuen kulturellen Einflüsse veränderte sich Australien in Richtung einer multikulturellen Gesellschaft.
Die Labor-Regierung verlor 1949 die Wahl, und Robert Menzies von der Liberal Party of Australia wurde Premierminister. Die Liberalisierung der australischen Migrationspolitik auch gegenüber Nichteuropäern begann im Jahr 1949. Sie beruhte auf der Entscheidung des konservativen Ministers Harold Holt, der 800 Nichteuropäern den weiteren Aufenthalt und Soldaten den Nachzug ihrer „Kriegsbräute“ und ihrer Kinder erlaubte. 1957 wurde ferner die Einwanderung von Nichteuropäern erlaubt, sofern sie einen Aufenthalt von 15 Jahren nachweisen konnten.
Nach dem Ende des Weltkriegs – genauer: zwischen 1945 und 1954 – konnten etwa 17.000 Juden einwandern.

## Ab 1958: „Migration Act“
Als im Jahr 1958 der Migration Act 1958 erlassen wurde, waren damit auch die Schreibtests beendet. Dieses Gesetz war für die weitere Entwicklung der australischen Migrationspolitik von großer Bedeutung, denn das australische Parlament legte darin fest, dass die Christmas Island, die Ashmore and Cartier Islands und Cocus Islands, obwohl australische Hoheitsgebiete, ihre „Migrationszonen“ verlieren können. Das bedeutete, dass die rechtliche Grundlage dafür gelegt wurde, dass Boatpeople, die dort anlanden, keinen Asylantrag stellen können und vielmehr eine Straftat nach australischem Recht begehen. Sie konnten jederzeit abgeschoben oder in Einwanderungshaft genommen werden. Ein entsprechendes Ausführungsgesetz verabschiedete das australische Parlament im Jahr 2001 mit dem Migration Amendment (Excision from Migration Zone) Act 2001.
Die Migrationspolitik, die allerdings trotz dieses Gesetzes weiterhin nach praktischen Erwägungen erfolgte, wurde auch nach dem Ende des Vietnamkriegs praktiziert, als vietnamesische Asylsuchende in Booten nach Australien kamen. 1975 flohen schätzungsweise 1,8 Millionen Vietnamesen und in den folgenden 20 Jahren etwa 20 Millionen, vor allem in die sie umgebenden asiatischen Länder. Nach Australien kamen davon relativ wenige: Von 1976 bis 1981 erreichten etwa 2000 Vietnamesen auf Booten Australien, vom 28. November 1989 bis 27. Januar 1994 kamen weitere 735, darunter mehrheitlich Kambodschaner. Die Asylsuchenden aus Vietnam wurden zunächst mit Sympathie empfangen, denn sie kamen aus einem Land, in dem Australien mit anderen Verbündeten gekämpft hatte.
56 Boote mit asylsuchenden Vietnamesen landeten im April 1976 im Northern Territory, das letzte kam im August 1981 an. In den späten 1970er Jahren hatte Australien lediglich drei Einwanderungszentren in Sydney, Perth und Melbourne. Untergebracht wurden die meisten ankommenden asiatischen Boatpeople in der Form einer „loose detention“ (deutsch: „lockeren Einwanderung“). Die Vietnamesen kamen in ein Gebäude namens „Westbridge“ in Sydney, das nicht umzäunt war. Allerdings war die Unterbringung der Vietnamesen nicht zur Gänze liberal, denn das Erscheinen zu einem täglichen Anwesenheitsappell im Verlauf des Anerkennungsverfahrens war Pflicht. Der heute mit Stacheldraht umzäunte Komplex ist heute das Villawood Immigration Detention Centre. Damals hielt man dieses Gebäude wegen seiner baulichen Voraussetzungen für die Unterbringung von Boatpeople für besonders geeignet.
Trotz der insgesamt geringen Anzahl von Bootsflüchtlingen kam mit dem Ankommen von Kambodschanern eine öffentliche Diskussion über die Einwanderung auf. Das politische Klima hatte sich geändert, obwohl sich am 1. Januar 1985 lediglich 5 Personen in den Einwanderungszentren aufhielten.

## Ab 1992
→ Hauptartikel: Einwanderungshaft in Australien
Als die Zahlen der Zuwanderung anstiegen, erließ die Labor-Regierung unter Bob Hawke im Juni 1989 ein neues Gesetz, den Migration Legislation Amendment Act 1989. Zwar wurde die Anwendung einer Einwanderungshaft in Australien bis ins Jahr 1992 nicht vollzogen, nachdem Paul Keating von der Labor Party am 20. Dezember 1991 zum Premierminister ernannt wurde. Danach änderte sich die Behandlung der Boatpeople. Als am 28. November 1989 kambodschanische Boatpeople in Australiens Norden landeten, wurden sie drei Wochen lang in Broome festgehalten und sie wurden wie illegale Fischer behandelt. Erst nach diesem Aufenthalt wurden sie ins Villawood Immigration Detention Centre gebracht. Dort wurde ihnen allerdings, im Gegensatz zu den vietnamesischen Boatpeople, ein Verlassen des Einwanderungszentrums untersagt und sie mussten sich täglich beim Australian Protective Service melden. Zwischen November 1989 und Januar 1994 kamen 18 Boote mit Kambodschanern, Vietnamesen und Chinesen nach Australien. Diese wurden erstmals lange Zeit in Gewahrsam gehalten, manche bis zu vier Jahre. Eine weitere Reaktion darauf war die Eröffnung des Internierungslagers Port Hedland Immigration Reception and Processing Centre in einem abgelegenen Gebiet in Western Australia im Jahr 1991. Dort wurden vor allem Kambodschaner interniert. Im Juni 1992 befanden sich in Australien 478 Asylsuchende, darunter 421 Boatpeople. Unter diesen Asylsuchenden wurden 306 Kambodschaner gezählt.
Ab dem Jahr 1992 wurden nahezu alle Personen, die ohne ein gültiges Visum auf Booten ankamen, entsprechend dem Migration Amendment Act 1992 in Internierungslagern in Einwanderungshaft gesetzt. Derartige Lager gibt es zwar auch in anderen Ländern, allerdings ist Australien das einzige Land, das Asylsuchende in Haft nimmt.

## Ab 2001: „Pazifische Lösung“
Ende August 2001 wurde unter dem Eindruck der Tampa-Affäre die „Border Protection Bill 2001“ verabschiedet, als ein norwegischer Frachter ein nicht mehr seetüchtiges Holzboot mit 438 Boatpeople (deutsch: Bootsflüchtlinge) vor australischen Gewässern entdeckte, das zu sinken drohte. Der norwegische Kapitän forderte die australischen Behörden mehrmals vergeblich auf, die Schiffbrüchigen zu übernehmen. Daraufhin steuerte er den Frachter in australische Hoheitsgewässer und sein Schiff wurde vor der Weihnachtsinsel von bewaffneten Elitesoldaten geentert. Dies führte zu einer heftigen diplomatischen Auseinandersetzung zwischen Norwegen und Australien. Der konservative Premierminister John Howard veranlasste in diesem Zusammenhang die Unterbringung von Asylsuchenden außerhalb des Hoheitsgebiets von Australien. Sie wurden zu dem noch im Bau befindlichen Internierungslager auf Nauru gebracht. 131 Boatpeople der Tampa wurden nach Neuseeland transportiert, die innerhalb kürzester Zeit Asyl erhielten. Auf Nauru dauerte es teilweise Jahre.

Karte der Australischen Migrationszone, die seit 2001 gilt

Die Politik von John Howard wurde als „Pacific Solution“ (deutsch: Pazifische Lösung) bekannt. Mit diesem Konzept sollte verhindert werden, dass Asylsuchende australischen Boden betraten. Denn ein Betreten australischen Hoheitsgebiets setzt einen Automatismus zur Einleitung eines Asylverfahrens in Gang. Um die Einleitung eines Asylverfahrens von Boatpeople auf den vorgelagerten, australischen Inseln zu verhindern, verabschiedete das Australische Parlament im Jahr 2001 den Migration Amendment (Excision from Migration Zone) Act 2001. Damit legte dieses Parlament fest, dass die australische Regierung ermächtigt wird, Boatpeople, die in die Australischen Migrationszone eindringen, darunter sind die Weihnachtsinsel, Ashmore-Inseln etc. sowie technische Anlagen wie beispielsweise australischen Ölplattformen, eine Antragstellung auf Asyl zu untersagen. Damit wurde das Betreten dieser Inseln und Objekte zu einer Straftat nach australischem Recht erklärt und die Boatpeople konnten jederzeit abgeschoben oder in Einwanderungshaft genommen werden. Auch das Abdrängen der Schiffe und ein Abschieben der Boatpeople wird damit legitimiert. Die Schiffe der Boatpeople, die auf See aufgebracht wurden, erhielten vom Militär die Bezeichnung SIEV und wurden durchnummeriert. Die Australische Migrationszone wurde nun von patrouillierenden Kriegsschiffen und Flugzeugen intensiv überwacht. Um dieses Ziel zu erreichen, wurden Internierungslager in Betrieb genommen, die außerhalb des australischen Hoheitsgebiets lagen. Es sind dies das Manus Regional Processing Centre auf Papua-Neuguinea und das Nauru Regional Processing Centre im Inselstaat Nauru. Damit wurde eine Einwanderungshaft außerhalb des australischen Hoheitsgebiets in Drittländern praktiziert, die bis heute angewendet wird. Lager für Asylsuchende gibt es zwar auch in anderen Ländern, eine Einwanderungshaft per Gesetz und auch eine Unterbringung in Drittländer gibt es jedoch nur in Australien. Unter dem Eindruck der Tampa-Affäre gewann die nationalliberale Regierung unter John Howard im Jahr 2001 die parlamentarische Mehrheit.
Am 7. Juni 2002 erließ die australische Regierung eine gesetzliche Regelung, die Migration Amendment Regulations, die 4000 Inseln vor Queensland, Western Australia und vor dem Northern Territory in die Migrationszone Australien einbezog. Dieser Regelung verweigerte der Australischen Senat am 19. Juni 2002 seine Zustimmung. Daraufhin verabschiedete das australische Parlament ein neues Gesetz über die Migrationszone, die Migration Legislation Amendment (Further Border Protection Measures) Bill 2002. Diesem Gesetz stimmt der Senat am 19. Dezember 2002 zu.
Nachdem Kevin Rudd von der Labor Party im Jahr 2007 die Wahl in Australien gewonnen hatte, wurden die Internierungslager im Jahr 2008 geschlossen. Dies bedeutete das Ende der „Pazifischen Lösung“, allerdings nur kurze Zeit.

## Ab 2011: Versuch der „Malaysian Solution“

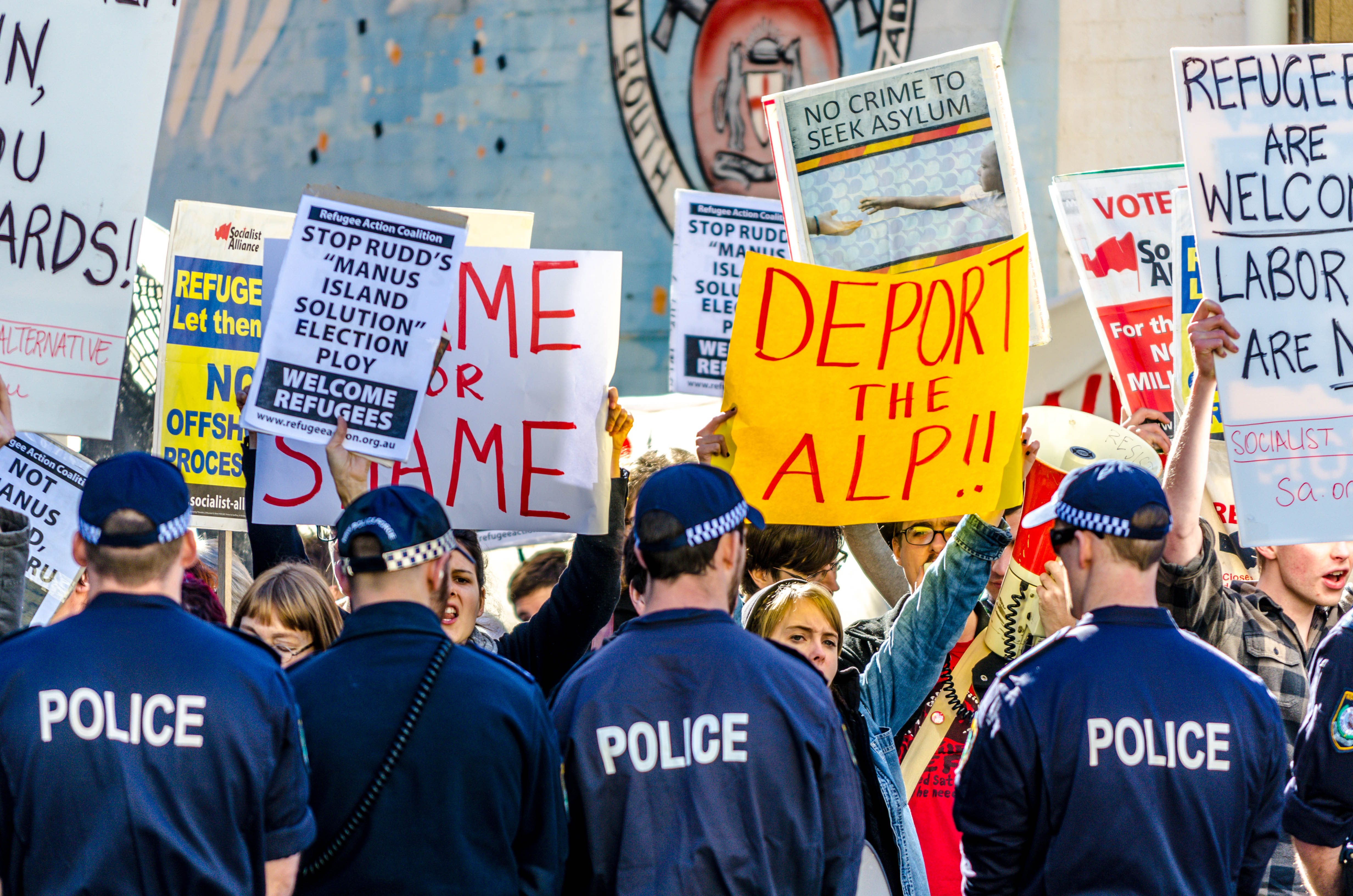
Protest gegen die Politik von Kevin Rudds zweiter Amtszeit (Juli 2013)

Im Jahr 2011 sah sich Kevin Rudd unter dem Druck der Öffentlichkeit und dem Ankommen zahlreicher Boatpeople gezwungen, die Internierungslager in den Drittländern wieder zu eröffnen. Er verlor in der Labor Party die Mehrheit, was automatisch auch den Verlust des Postens des Premierministers nach sich zog. Nach ihm wurde Julia Gillard Premierministerin. Sie versuchte die Anzahl der Flüchtlinge mit dem Konzept der sogenannten „Malaysian Solution“ zu begrenzen und auf diesem Weg die australische Migrationspolitik vom Makel des Rassismus zu befreien. Die „Malaysian Solution“ basierte auf dem Vorschlag, dass 800 asylsuchende Malaysier, die als Boatpeople nach Australien kamen, repatriiert werden sollten. Im Gegenzug sollten 4000 Malaysier, die bereits eine temporäre Aufenthaltsgenehmigung in Australien erhalten hatten, ein Recht auf Einwanderung erhalten. Gillards Vorhaben scheiterte vor dem obersten Gericht von Australien. Nach diesem Fehlversuch aktivierte Gillard wieder die Lager auf Maunus und Nauru, die außerhalb des australischen Hoheitsgebiets liegen.
In den Jahren von Mitte 2012 bis Mitte 2013 kamen etwa 38.000 Boatpeople in Australien an.

## Ab 2013: „Operation Sovereign Border“

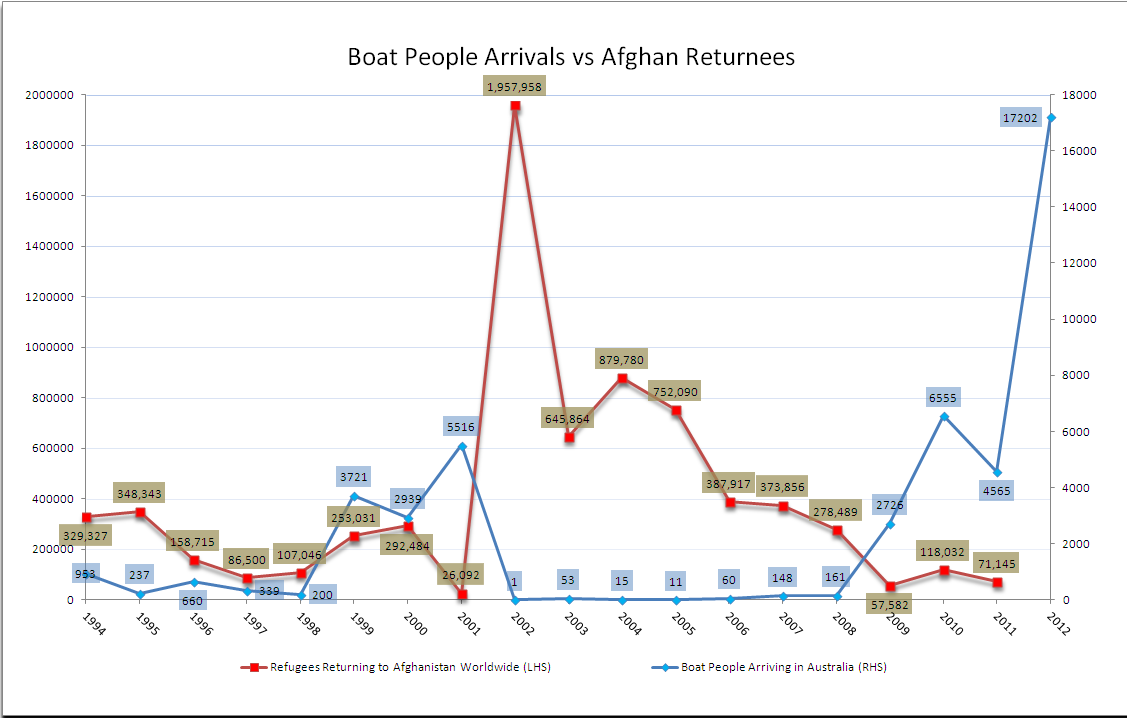
Boatpeople, die Australien von 1994 bis 2012 erreichten (blaue Linie)

Nachdem Gillard im Juni 2013 abgewählt worden war, wurde Kevin Rudd erneut Premierminister und nun wollte auch er alle Boatpeople in ausländische Lager internieren. Am 19. Juli 2013 erklärte er, wer als Asylsuchender Australien mit dem Boot erreiche, habe dort keinerlei Aussicht auf Asyl. Rudd unterlag allerdings in der Wahl im November 2013 und Tony Abbott kam an die Macht. Abbott hatte seine Wahlkampagne „stop the boats“ durchgeführt, die auch Operation Sovereign Borders genannt wird. Damit setzte er die unter Rudd eingeleitete, entschiedene Migrationspolitik nach seinem Amtsantritt am 18. September 2013 als Premierminister fort, wie auch die nachfolgende Regierung unter Malcolm Turnbull, der seit 15. September 2015 das Amt des Premierministers bekleidet.
Im Januar 2014 kündigte Scott Morrison, der australische Minister für Einwanderung unter Tony Abbott, die Schließung von drei Internierungslagern an. Ende Februar 2014 wurden die Lager Scherger Immigration Detention Centre in Queensland, Port Augusta Immigration Residential Housing in South Australia und Leonora Alternative Place of Detention in Western Australia geschlossen, weil die Belegung zurückgegangen war. Die Asylsuchenden aus diesen Lagern wurden auf andere australische Internierungslager verteilt. Das Lager Pontville Immigration Detention Centre für unbegleitete Kinder auf Tasmanien stand bereits seit ab September 2013 leer und wurde im Februar 2014 geschlossen.
Während es Ende der 1970er Jahre lediglich drei australische Einwanderungslager gab, waren es im März 2017 auf australischem Hoheitsgebiet acht Internierungslager. Asylsuchende dürfen die Internierungslager nicht verlassen, bis ihr Status festgestellt worden ist. Am 31. Dezember 2016 waren in Australien 1364 Asylsuchende in australischen Lagern interniert, darunter 263 auf der Weihnachtsinsel.

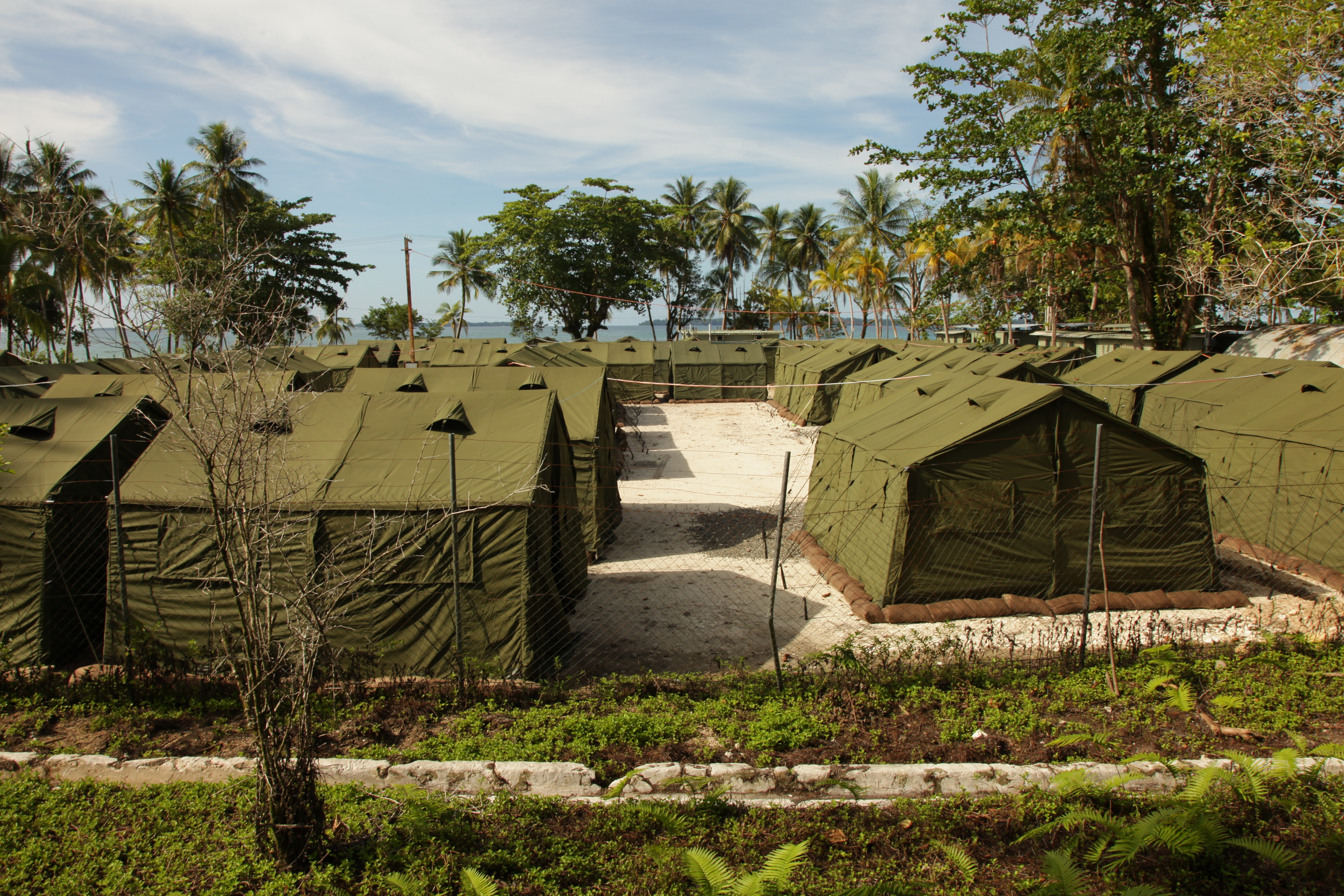
Manus Regional Processing Centre (2012)

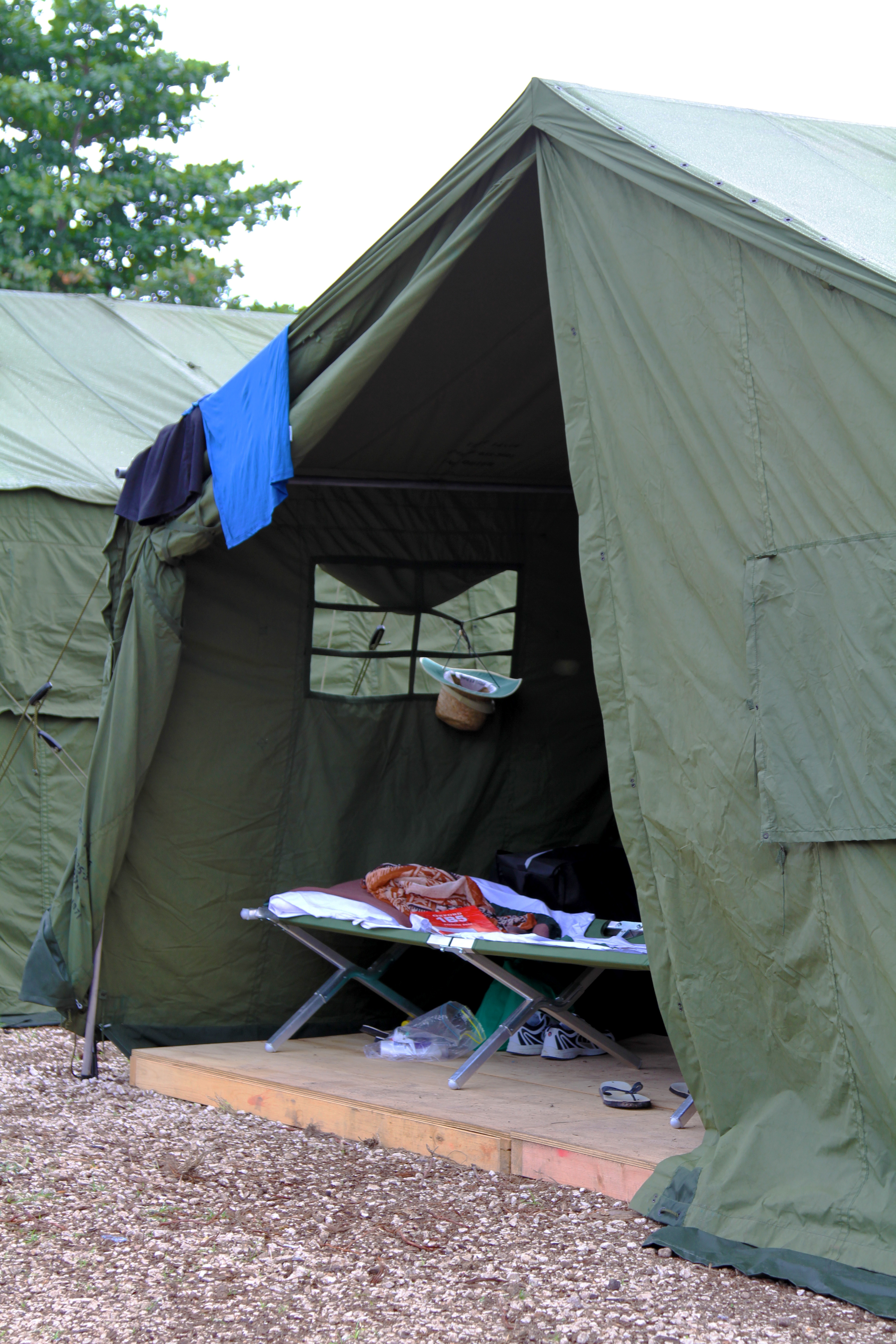
Blick ins Innere einer Unterkunft im Nauru Regional Processing Centre (2012)

Eine Besonderheit bilden zwei Internierungslager für Asylsuchende, die außerhalb des Hoheitsgebiets von Australien liegen. Es sind dies das Nauru Regional Processing Centre auf Nauru und das Manus Regional Processing Centre auf Manus in Papua-Neuguinea. Nach Interventionen der UNO und Menschenrechtsgruppen erklärte das Verfassungsgericht von Papua-Neuguinea das Lager auf Manus im April 2016 für rechtswidrig. Die australische Regierung unter Malcolm Turnbull erklärte daraufhin, dass sie die mehr als 900 Personen aus dem Lager nicht übernehmen wird. In dem Lager auf Nauru waren es am 31. Dezember 2016 380 Asylsuchende und auf Manus 880. Reuters berichtete am 1. März 2017, dass einige Dutzend Asylsuchende auf Manus finanzielle Angebote der australischen Regierung für ihre Rückkehr in ihre Heimatländer angenommen hätten. Der Oberste Staatsrichter von Papua-Neuguinea erklärte laut einer Darstellung in der Presse vom 13. März 2017, dass das Flüchtlingslager Manus mit zu der Zeit 861 Flüchtlingen am 31. Oktober 2017 endgültig geschlossen werde.
Die Internierungslager in Inland werden von einem britischen, privatwirtschaftlich betriebenen Dienstleistungsunternehmen, die in den Drittstaaten von dortigen privaten Unternehmen betrieben.
In Australien gab es im März 2017 für alle Asylsuchende eine Unterbringung in Immigration detention centres (IDC) (deutsch: Einwanderungshaftzentren), dort erfolgt eine Überprüfung nach den Kriterien Gesundheit, Charakter und Sicherheitsbedenken. Ist die Unterbringung in diesen IDCs aufgrund persönlicher Umstände (Auffälligkeit, Verhalten, Krankheit usw.) nicht geboten, kommen sie in die drei Alternative Places of Detention (APD) (deutsch: Alternative Internierungsorte). Dafür werden geeignete Privathäuser, Hotels, Motels und Krankenhäuser bereitgestellt. Dort werden die Asylsuchenden unter Supervision genommen und sie können sich nicht frei bewegen. Es gibt aber darüber hinaus auch die Möglichkeit, dass Asylsuchende relativ frei in der Allgemeinheit untergebracht werden, in Community placements (deutsch: Gemeinschaftsplätze), die eine Bewegungsfreiheit unter Auflagen gewähren und von gemeinnützigen oder kirchlichen Organisationen betrieben werden. Sie dürfen den Ort allerdings nicht verlassen und keine Arbeit annehmen. Am 31. Dezember 2016 wurden 25.252 Personen gezählt, die sich in Australien mit einem sogenannten Visa E aufhalten, ein sogenanntes Überbrückungsvisum. Es handelt sich um Menschen, deren Aufenthalt befristet genehmigt ist und die nach einem Verlassen Australiens nicht mehr zurückkommen dürfen.

### Verhältnisse in den Internierungslagern
Die Unterbringung von Asylsuchenden in Internierungslager gab seit ihrer Errichtung Anlass zu Kritik. Es gab zahlreiche Unruhen, Hungerstreiks, Selbstverletzungen und Selbsttötungen. Einige Lager befanden sich in entlegenen Gebieten. Verwaltet und betrieben wurden und werden die Lager von privaten Dienstleistungsunternehmen.
Gegen die Lagerunterbringung der Boatpeople protestierten zahlreiche Menschenrechtsorganisationen wie Amnesty International, Australian Human Rights Commission, Human Rights Watch und United Nations. Es gab auch Fälle, in denen Journalisten der Zugang in die Lager verwehrt wurden.
Siehe auch: Australische Lager für Asylsuchende

## Aktuelle Lage (2017–2019)
Nach einem Artikel vom 1. Januar 2017 im Sydney Morning Herald war die öffentliche Meinung in Australien, dass die Einwanderungshaft und die Deportation von Boatpeople in andere Länder relativ unumstritten sind.
Nach einer Darstellung in einem 115-seitigen Bericht des Global Legal Action Network, die dem Internationalen Strafgerichtshof (ICC) vorgelegt wurde, könnte es sich bei den außerhalb Australiens liegenden Internierungslagern auf Manus und Nauru um ein Verbrechen gegen die Menschlichkeit handeln, einen Verstoß gegen das Römische Statut des Internationalen Strafgerichtshofs.
In einem Zwischenbericht der Australischen Menschenrechtskommission vom 30. März 2017 merkt diese an, dass insgesamt bedeutende Fortschritte in zwei Bereichen der australischen Migrations- und Asylpolitik erzielt worden seien. Dies gelte sowohl für die australische Politik als auch für die internationalen, rechtlichen Verpflichtungen Australiens in dieser Frage und betreffe sowohl die Senkung der Anzahl von Asylsuchenden, die sich in Einwanderungshaft befinden, als auch die Beendigung der Haft von Kindern in Internierungslagern. Ferner seien die Erleichterungen einer Arbeitsaufnahme durch Flüchtlingen zu begrüßen, die in der australischen Gemeinschaft leben.
Aktivisten für Flüchtlingsrechte hatten lange Druck ausgeübt, der im Februar 2019 in der Annahme eines Gesetzentwurfs mündete, nach dem Flüchtlinge aus den Lagern auf Manus und Nauru nach Australien gebracht werden müssen, wenn das aus medizinischen Gründen von Ärzten so angeordnet wird. Die Opposition im australischen Parlament hatte die Lage der Minderheitsregierung von Scott Morrison und eine Besonderheit der Verfahrensregeln genutzt, um das Gesetz im Februar 2019 zu verabschieden. Haben die Flüchtlinge das australische Festland betreten, bleiben sie zwar unter Aufsicht der Behörden in geschlossenen Zentren und müssten theoretisch nach Abschluss ihrer Behandlung Australien wieder verlassen, das passiert jedoch nicht, da Flüchtlingsanwälte die Rückführung normalerweise durch einstweilige Verfügungen bei Gericht verhindern. Das Gesetz wurde im Dezember 2019 durch die Regierungskoalition wieder gestrichen.